# 小行星117156
小行星117156（117156 Altschwendt）是一颗绕太阳运转的小行星，为主小行星带小行星。该小行星于2004年8月20日发现。
該小行星以奧地利的市鎮舊施文特命名。

## 轨道参数
小行星117156的轨道半长轴为392 404 749 km，2.6230264 UA，离心率为0.082。